# But I Miss You (赤西仁の曲)
「But I Miss You」（バット アイ ミス ユー）は、赤西仁の配布シングル。
2019年4月6日から2019年5月30日間の期間限定でJIN AKANISHI 5th Anniversary Our Years Filmの各会場にて配布。

## 収録曲

### CD
1. But I Miss You
作詞作曲：Jin Akanishi